# The Albuquerque Tribune
The Albuquerque Tribune est un journal quotidien américain fondé en 1922 à Albuquerque au Nouveau Mexique.

## Histoire
Scott Ware tient le poste de rédacteur en chef de 1995 à 2001.
Le 20 février 2008, le propriétaire, E. W. Scripps Company annoncé que le Tribune fermera à partir du 23 février 2008. La fermeture suit un effort de sept mois de l'entreprise pour vendre le journal, lequel est passé de 42 000 exemplaires en 1988 à 100 000 en 2008. Le gouverneur du Nouveau Mexique, Bill Richardson, déclare que le dernier jour du journal sera le « Albuquerque Tribune Day » afin de « célébrer l'histoire fière de ce journal qui a rendu un service honorable pour l'État ».